# Ansitz in der Prenzingerau

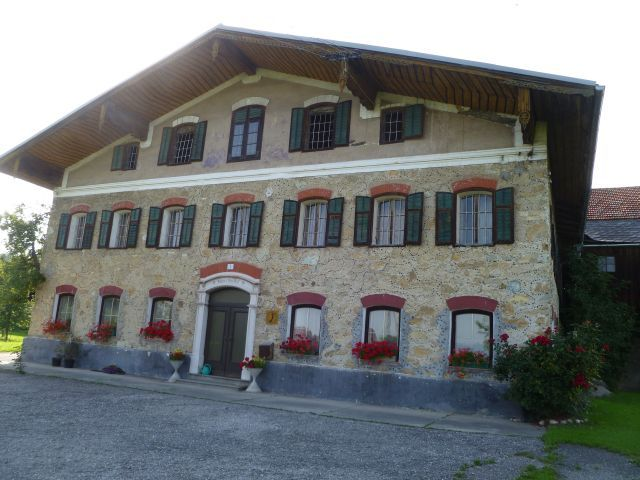
Ansitz in der Prenzingerau heute

Der Ansitz in der Prenzingerau ist ein ehemaliges Herrenhaus in der Gemeinde Obertrum am See im Norden des österreichischen Bundeslandes Salzburg. Es liegt im Gemeindegebiet westlich an der alten Straße zum Haunsberg.

## Geschichte

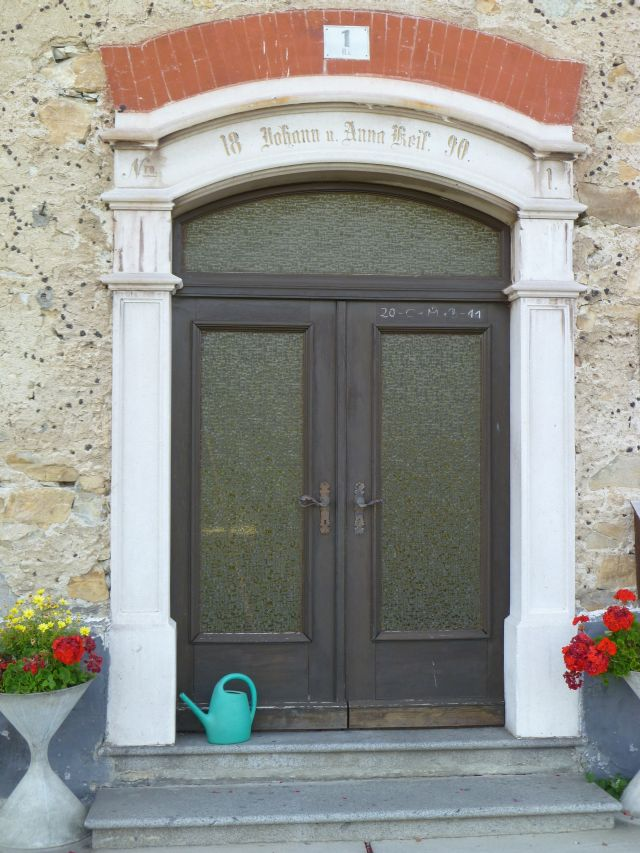
Eingangstür zum Ansitz in der Prenzingerau

Möglicherweise gehörte dem Adelsgeschlecht der Haunsperger bereits im 14. Jahrhundert der Ansitz Prenzingerau. Eine sichere Erwähnung des Ansitzes ist im Mattseer Salbuch von 1527 zu finden, in der als Besitzer Matheus von Haunsperg genannt wird.
Am 22. Februar 1555 wurde Hartneid von Haunsperg das Schankrecht bestätigt, der zudem nicht der Rechtsprechung des erzbischöflichen Pflegers unterstand. Auch eine Reihe weiterer Rechte wurden ihm zugesprochen (Fischrecht, Fuchs- und Hasenjagd, Abhalten von großen und kleinen Hochzeiten, Kegeln, Rennen).
Am 20. Januar 1562 bat die verwitwete Juliana von Haunsperg den Salzburger Erzbischof um Hilfe bei den Tafernrechten gegen den Pfleger von Mattsee. Der Sitz zu Oberalm fiel 1638 durch Heirat an die Herren von Pranckh.
In den nachfolgenden Jahrhunderten wechselten die Besitzer des Ansitzes und Wirte in der Au häufig. Um 1840 wurden die Grundmauern des alten Ansitzes entfernt. Noch gegen Ende des 19. Jahrhunderts wird von einem Weiher berichtet, der als Rest des alten Burggrabens gelten kann.
Seit 1874 befindet sich die „Taferne“ im Besitz der Familie Keil. Heute ist das Gebäude ein Bauernhof; über dem Eingang ist der Name Keil in den Stein eingeprägt.